# Partit de la Unitat Nacional (Txecoslovaquia)
El Partit de la Unitat Nacional (en txec: Strana národní jednoty o Strana národního sjednocení) va ser un partit creat el 21 de novembre de 1938 en la part txeca de Txecoslovaquia després de l'ocupació d'una gran part del país per Alemanya (Acords de Munic) i Hongria (Prime arbitratge de Viena) com a últim intent d'unificar forces per salvar Txecoslovàquia de la desaparició. El seu equivalent eslovac en la part eslovaca de Txecoslovaquia va ser el Partit Popular Eslovàc de Hlinka-Partit de la Unitat Nacional Eslovaca creat el 8 de novembre.
Incloïa la majoria de tots els partits polítics checs anteriors: majoria absoluta del Partit Republicà dels Agricultors i Campesins, Unificació Nacional, Partit dels Comerçants Txecoslovacs, Comunitat Fascista Nacional, partits menors com la Liga Nacional, Partí Socialcrist Txecoslovàc, Partit Popular Nacional i part del Partit Popular Txecoslòc i Partit Nacional Social Txec.
Ideològicament, el partit era corporativista i quasi fascista. El president del partit va ser el primer ministre Rudolf Beran.
El partit es va dissoldre per força després de la creació del Protectorat de Bohèmia i Moravia el març de 1939. Una part dels membres va crear la Národní souručenství (en espanyol, Associació Nacional), l'única organització política txeca permesa pels alemanys en el Protectorat.